# L'Ange des ténèbres (roman)
Pour les articles homonymes, voir L'Ange des ténèbres.
L'Ange des ténèbres (espagnol : Abaddón el exterminador) est un roman de l'écrivain argentin Ernesto Sábato publié en 1974. Il constitue le troisième et dernier volet de son œuvre romanesque après Le Tunnel (El túnel) en 1948 et Héros et Tombes (Sobre héroes y tumbas) en 1961. L'Ange des ténèbres a remporté le Prix du Meilleur livre étranger en 1976 dans la catégorie « Roman ».

## Présentation
L'Ange des ténèbres est, du point de vue de la technique romanesque, le plus expérimental de la « trilogie » de Sábato : la structure narrative se trouve fragmentée en une suite de scènes tantôt réalistes, tantôt fantastiques, où s'entremêlent épisodes autobiographiques, réflexions philosophiques, histoires parallèles, critiques littéraires et plus encore. Quelques personnages des deux romans antérieurs apparaissent dans celui-ci. L'atmosphère est généralement apocalyptique, le ton désespéré et l'ambiance pessimiste. Œuvre de son temps et sur son temps, le roman revisite plusieurs drames marquants de l'histoire nationale et internationale au XXe siècle : le bombardement de Hiroshima, la Révolution argentine, la Guerre du Viêt Nam, etc.

## Éditions
- Ernesto Sábato (trad. de l'espagnol par Maurice Manly), L'Ange des ténèbres [« Abaddón el exterminador »], Paris, Seuil, coll. « Points » (no P312), novembre 1996 (1re éd. 1976), 443 p., broché (ISBN 2-02-028136-8 et 9782020281362)